# Sidônio Palmeira
Sidônio Cardoso Palmeira(Vitória da Conquista, 1.º de março de 1958) é um engenheiro e publicitário baiano, atual ministro-chefe da Secretaria de Comunicação Social do Brasil.

## Carreira
Sidônio Palmeira é formado em engenharia pela Universidade Federal da Bahia, onde integrou o movimento estudantil e foi vice-presidente do Diretório Central dos Estudantes entre 1981 e 1982, em uma chapa formada juntamente a Lídice da Mata.
Passou a trabalhar na área da comunicação em 1992, quando integrou a equipe da campanha de Lídice da Mata (PSDB) para a prefeitura de Salvador nas eleições daquele ano.
Participou das campanhas dos candidatos do Partido dos Trabalhadores (PT) Jaques Wagner e Rui Costa ao governo da Bahia nas eleições de 2006, 2010, 2014 e 2018. Também atuou nas campanhas presidenciais de Fernando Haddad e de Luiz Inácio Lula da Silva nas eleições de 2018 e 2022, respectivamente.
Entre 2023 e 2024, embora ainda não integrasse o governo Lula, ajudou a preparar discursos do presidente e organizar eventos do partido.
Em 14 de janeiro de 2025, foi nomeado e empossado no cargo de ministro-chefe da Secretaria de Comunicação Social da Presidência da República, sucedendo Paulo Pimenta.